# Utor na glavi vijka
Utor na glavi vijka služi za pritezanje vijčanog spoja i za prijenos momenta sile s alata na vijčani spoj. Osim plosnatog utora, koriste se i drugi oblici. Torx sistem je dobar, jer se sila na maticu ili glavu vijka ne prenosi po nekoliko linija, nego po nekoliko površina.

## Vrste utora na glavi vijka
Plosnati utor se priteže odvijačem s plosnatom glavom. Ova vrsta utora je uobičajena kod vijaka za drvo, ali se danas sve manje primjenjuje zbog korištenja električnih alata i čestog oštećenja plosnatog utora.
Križni utor se priteže odvijačem s križnom glavom. Bolji je od plosnatog utora, jer u slučaju da se jedan plosnati utor ošteti, ostaje za korištenje drugi plosnati utor.
Phillips utor se priteže odvijačem s Phillips glavom. Stvorio ga je Henry F. Phillips (1890. – 1958.), američki poslodavac koji je imao vlastitu tvrtku za proizvodnju vijaka. Prednost ove konstrukcije je u tome što se odvijač sam centrira kod stavljanja u utor, što omogućuje ravnomjernu raspodjelu sila. Odvijač s Phillips glavom ima različite veličine: 000, 00, 0, 1, 2, 3 i 4.
Frearson utor je sličan Phillips utoru, a ima tu prednost da jedan odvijač s Frearson glavom odgovara za sve veličine utora.
Mortorq utor se koristi u automobilskoj i zrakoplovnoj industriji, a konstruiran je da vijak bude što lakši i da može prenijeti što veći moment sile, bez oštećenja utora.
Pozidriv utor je poboljšana varijanta Phillips utora, a omogućuje primjenu većeg momenta sile. Pozidriv je kratica od engleskih riječi positive drive.
Supadriv utor je vrlo sličan pozidriv utoru, čak se može koristiti i isti alat za obje vrste utora.
Kvadratni utor je malo skošen unutra, slično kao i odvijač, tako da je korištenje vrlo jednostavno. Vrlo je popularan u Kanadi, gdje se naziva i Robertson utor.
Inbus utor ima šesterostrani utor, a priteže se inbus (njem. (In)nensechskantschraube (B)auer (u)nd (S)chaurte) ključem.
Torx utor se priteže odvijačem s torx glavom. Torx sistem je dobar, jer se sila na maticu ili glavu vijka ne prenosi po nekoliko linija, nego po nekoliko površina. Postoji i poboljšana varijanta torx-plus.

## Utor protiv neovlaštenog korištenja
Za ovu vrstu utora na glavi vijka potrebni su specijalni odvijači, tako da se onemogućuje neovlašteno odvijanje vijaka. 
Bristol utor se koristi za vijke koji imaju mekše materijale vijaka. Koristi se na primjer na PlayStation 3.
 Postoje dvije vrste spojka utora: tip A i tip G. Često se može naći kod GM (General Motors) automobila.
Redni utor  se može naći na računalima IBM i sustavu Nintendo.
Vijak s jednosmjernim utorom se može pritegnuti samo u jednom smjeru i to s običnim odvijačem s plosnatom glavom. Uobičajen je tamo gdje se ne očekuje više skidanje vijka.
Pentalobe utor je primijenila tvrtka Apple u svojim proizvodima: iPhone 4 i drugi.
Polydrive utor se uglavnom koristi u automobilskoj industriji, za korištenje velikih momenata sile.
Utični utor se koristi prvenstveno da se onemogući neovlašteno odvijanje vijaka.
Torq-set utor se koristi za specijalne primjene u zrakoplovstvu i za svemirske letjelice.
TP3 utor se koristi za Nintendo Gameboy uređaj i neke druge primjene.
Trokrilni utor se uglavnom koristi u elektronskoj industriji.